# 2002-es Formula–1 belga nagydíj
A 2002-es Formula–1 világbajnokság tizennegyedik futama a belga nagydíj volt.

## Futam
|    | Rsz. | Versenyző            | Csapat           | Körök | Idő/Kiesések  | Start | Pontok |
| -- | ---- | -------------------- | ---------------- | ----- | ------------- | ----- | ------ |
| 1  | 1    | Michael Schumacher   | Ferrari          | 44    | 1:21:20.634   | 1     | 10     |
| 2  | 2    | Rubens Barrichello   | Ferrari          | 44    | +1.977        | 3     | 6      |
| 3  | 6    | Juan Pablo Montoya   | Williams-BMW     | 44    | +18.445       | 5     | 4      |
| 4  | 3    | David Coulthard      | McLaren-Mercedes | 44    | +19.357       | 6     | 3      |
| 5  | 5    | Ralf Schumacher      | Williams-BMW     | 44    | +56.440       | 4     | 2      |
| 6  | 16   | Eddie Irvine         | Jaguar-Cosworth  | 44    | +1:17.370     | 8     | 1      |
| 7  | 24   | Mika Salo            | Toyota           | 44    | 1:17.809      | 9     |        |
| 8  | 11   | Jacques Villeneuve   | BAR-Honda        | 44    | 1:19.855      | 12    |        |
| 9  | 25   | Allan McNish         | Toyota           | 43    | +1 Kör        | 13    |        |
| 10 | 7    | Nick Heidfeld        | Sauber-Petronas  | 43    | +1 Kör        | 18    |        |
| 11 | 10   | Szató Takuma         | Jordan-Honda     | 43    | +1 Kör        | 16    |        |
| 12 | 12   | Olivier Panis        | BAR-Honda        | 39    | Motor         | 15    |        |
| Ki | 9    | Giancarlo Fisichella | Jordan-Honda     | 38    | Motor         | 14    |        |
| Ki | 17   | Pedro de la Rosa     | Jaguar-Cosworth  | 37    | Felfüggesztés | 11    |        |
| Ki | 8    | Felipe Massa         | Sauber-Petronas  | 37    | Motor         | 17    |        |
| Ki | 4    | Kimi Räikkönen       | McLaren-Mercedes | 35    | Motor         | 2     |        |
| Ki | 14   | Jarno Trulli         | Renault          | 35    | Motor         | 7     |        |
| Ki | 22   | Anthony Davidson     | Minardi-Asiatech | 17    | Kipördülés    | 20    |        |
| Ki | 15   | Jenson Button        | Renault          | 10    | Motor         | 10    |        |
| Ki | 23   | Mark Webber          | Minardi-Asiatech | 4     | Váltó         | 19    |        |

## A világbajnokság élmezőnyének állása a verseny után
| H  | Versenyzők         | Pont | H  | Konstruktőrök    | Pont |
| -- | ------------------ | ---- | -- | ---------------- | ---- |
| 1. | Michael Schumacher | 122  | 1. | Ferrari          | 173  |
| 2. | Rubens Barrichello | 51   | 2. | Williams-BMW     | 86   |
| 3. | Juan Pablo Montoya | 44   | 3. | McLaren-Mercedes | 57   |
| 4. | Ralf Schumacher    | 42   | 4. | Renault          | 15   |
| 5. | David Coulthard    | 37   | 5. | Sauber-Petronas  | 11   |

## Statisztikák
Vezető helyen:
- Michael Schumacher : 43 (1-16 / 18-44)
- Rubens Barrichello : 1 (17)

Michael Schumacher 63. (R) győzelme, 48. pole-pozíciója, 50. (R) leggyorsabb köre, 11. mesterhármasa (gy, pp, lk)
- Ferrari 156. győzelme.